# Yves Milon
Yves Milon, né le 9 janvier 1897 et mort le 22 août 1987, est un professeur de géologie et résistant. Président du comité clandestin de Libération d’Ille-et-Vilaine, il est nommé à la Libération, président de la délégation spéciale de Rennes en 1944. Il est élu maire en mars 1945, puis réélu en 1947.

## Enfance et jeunesse
Yves Milon naît le 9 janvier 1897 à Guingamp (Côtes-du-Nord) d’un père pharmacien. Il suit ses études secondaires au lycée de Saint-Brieuc et obtient son baccalauréat à l’âge de 17 ans en 1914. Il s’inscrit alors comme étudiant à la faculté de médecine de Rennes avec comme objectif de reprendre la pharmacie paternelle.
La Première Guerre mondiale bouleverse ses études. Il est mobilisé le 9 janvier 1916 et est incorporé au sein du 118e régiment d'infanterie. Il participe à de nombreux combats, ce qui lui vaut d’être cité à l’ordre de la division le 26 novembre 1917 et d’être décoré de la Croix de guerre 1914-1918 avec étoile d’argent à Verdun. Le 20 mai 1918, il est blessé grièvement et intoxiqué à l’ypérite lors de combats à Hangard, dans la Somme. Il est démobilisé et hospitalisé jusqu’en 1919.

## L’enseignant de géologie
De retour à Rennes, il décide de ne pas reprendre ses études de médecine et choisit de s’inscrire en géologie. Grâce à deux certificats de licence obtenus en 1915, il devient préparateur en août 1919. C’est avec une de ses collègues étudiantes de sciences, Marie Lavairy qu’il se marie en 1921.
En 1927, Yves Milon devient chargé de cours. Ses travaux universitaires sont récompensés la même année par le prix Saintour. Le 24 avril 1928, il soutient sa thèse de doctorat portant sur « calcaires paléozoïques et le Briovérien de Bretagne », et, en 1930, il est nommé professeur de géologie à l’université de Rennes ; à 33 ans, c’est alors le plus jeune de France. Il occupe cette chaire pendant 38 années.
En 1940, il devient doyen de la Faculté des sciences, un poste qu’il occupe jusqu’en 1949. Par contre, il refuse le poste de recteur qui lui est proposé en 1941, par refus de se compromettre avec le régime de Vichy.

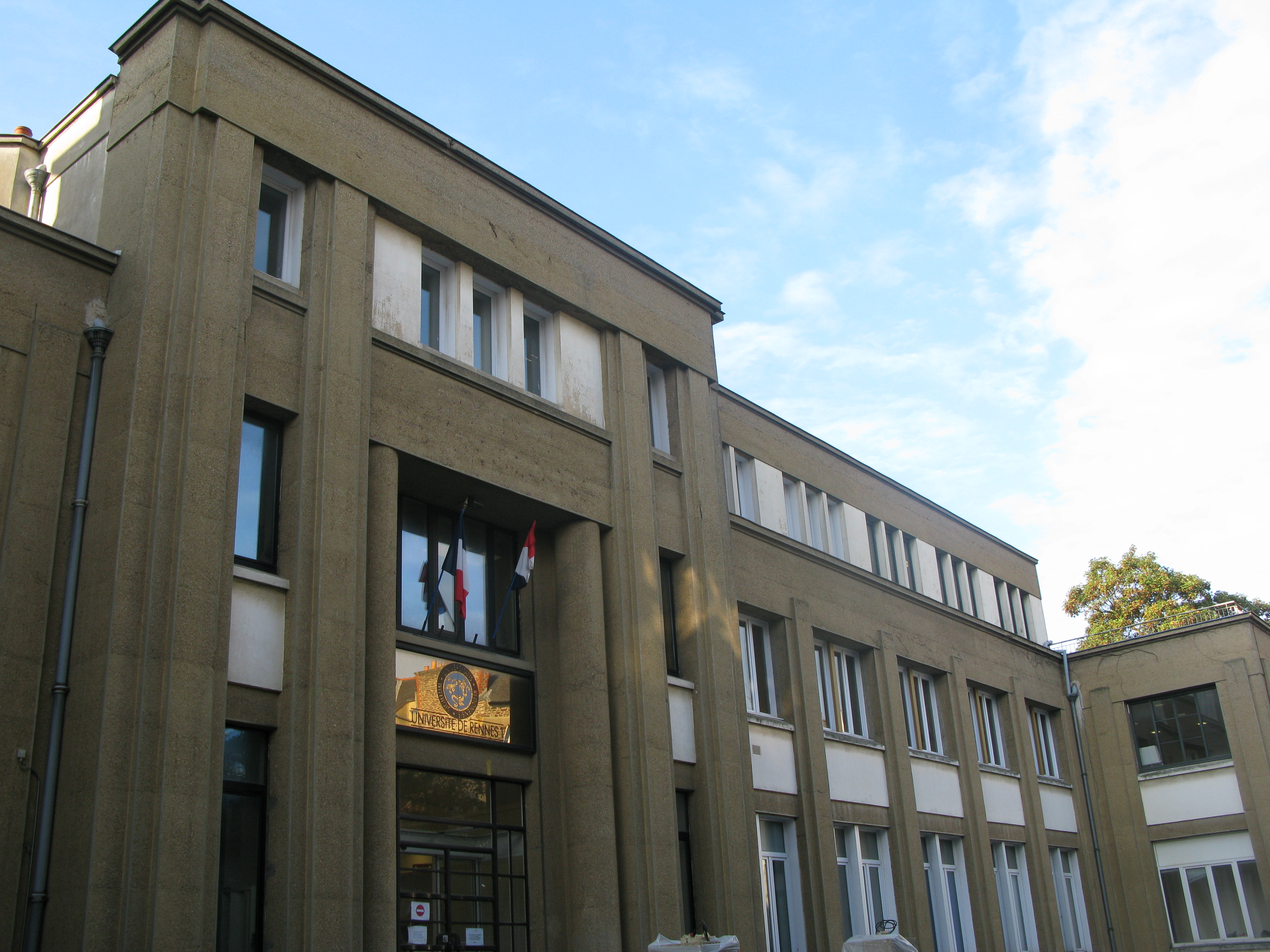
Le 1er bâtiment de l'institut de géologie

Sa maîtrise de l’anglais et de l’allemand lui vaut de faire de nombreuses conférences à l’étranger. En 1936, il séjourne à Cologne, et se rend ainsi compte de la chape de plomb qui s’est abattue sur l’Allemagne nazie. Après-guerre, il devient professeur associé de l’université d'Exeter et est fait docteur honoris causa de l’université d'Aberdeen en 1951.
Dès 1932, il a le projet de fonder un Institut de Sciences naturelles. Ce projet évolue vers un Institut de géologie qui est construit de juin 1935 à octobre 1938, près du parc du Thabor. Entre 1941 et 1946, Mathurin Méheut et Yvonne Jean-Haffen assurent la décoration de l’Institut en conjuguant art et géologie. En juin 1990, les 25 toiles sont classées aux monuments historiques. En raison de la Seconde Guerre mondiale il n’est officiellement inauguré que le 15 mai 1947 par Marcel-Edmond Naegelen, ministre de l'Éducation nationale. L’institut déménage sur le campus de Beaulieu entre 1965 et 1972 ; le bâtiment de la rue du Thabor est actuellement occupé par la présidence de l’université de Rennes I,.

## Le résistant et l’homme politique
Durant la Seconde Guerre mondiale, il est affecté au service de géologie des armées en 1939. Après la démobilisation, il entre dans le Réseau Johnny, où il devient P2[Quoi ?]. Sous l’Occupation, en tant qu’expert régional chargé des questions d’adduction d’eau, il est amené à sillonner la région, y compris dans la zone littorale interdite. Cela lui permet de prendre connaissance des constructions réalisées dans le cadre du Mur de l'Atlantique et de transmettre ces renseignements aux services britanniques. L’institut de géologie devient également une base importante de la Résistance : il sert à la fois de lieu de réunions clandestines et de cache d’armes. Au printemps 1944, les réunions du comité départemental de libération y sont organisées. Il a été otage du 7 au 14 juin 1944, à la suite d'une arrestation collective de plus 70 personnalités bretonnes effectuée par les Allemands au lendemain du débarquement en Normandie ; il faisait alors partie des « internés d’honneur » et n’a pas été inquiété au titre de ses activités de résistant.
À la libération de Rennes, Yves Milon est nommé président de la délégation spéciale et s’installe à la mairie de Rennes dès sa prise par la Résistance le 3 août 1944. Sa maîtrise de l’anglais, nécessaire aux relations avec l’armée américaine, aurait été un atout décisif à sa nomination à ce poste,. Il est élu maire lors des élections municipales de 1945 à la tête d’une liste de large rassemblement qui comporte des personnalités issues de différents partis politiques. Ainsi, son premier adjoint, Eugène Quessot est membre de la SFIO.
Le nouveau conseil municipal doit surtout s’attacher à la reconstruction d’une ville durement marquée par la guerre. Yves Milon cherche cependant à assurer le développement de Rennes au-delà de la reconstruction. Dans un courrier au préfet en 1945, il écrit ainsi : « Il est bien évident que dans une ville comme Rennes, détruite au quart et abîmée au tiers, on ne peut reconstruire sur le tracé primitif. Rennes est une ville qui est appelée à se développer. […] Il est évident qu’une ville a besoin de routes, de voies d’accès, de grands dégagements. Nous avons donc fait appel à des urbanistes, qui ont été nommés officiellement par le ministère, et un plan d’urbanisme est actuellement à l’étude. ». Ce dernier est adopté dès 1946 par le conseil municipal et il prévoit la réalisation d’importants équipements comme la cité administrative, la maison de la radio et la faculté des sciences.
En juillet 1947, une polémique divise le conseil municipal : Charles de Gaulle, qui vient de créer le RPF, prévoit de venir à Rennes pour organiser un meeting. Yves Milon souhaite que l’ancien chef de la France libre puisse s’exprimer sur le Champ de Mars. Cependant les membres non-gaullistes du conseil, considérant qu’il s’agit d’un meeting politique, refusent que la réunion se tienne en plein-air et font adopter une délibération en ce sens. Vexés par ce revers, Yves Milon et dix conseillers gaullistes présentent alors leur démission le 17 septembre. C’est le premier adjoint, le socialiste Eugène Quessot, qui est assure alors l’intérim jusqu’aux élections d’octobre.
Lors des élections municipales de 1947, Yves Milon est cependant réélu sous la bannière du tout nouveau RPF, bien que la liste qu’il mène n’obtient que 16 des 37 sièges du conseil municipal. Cette élection marque la montée en puissance du MRP, plus centriste que le RPF, sur lequel Milon doit s’appuyer au cours de son deuxième mandat, ce qui provoque une certaine instabilité politique. Des travaux importants sont cependant réalisés au cours de ce mandat, dans le cadre du développement prévu par le plan d’urbanisme : 650 logements sont construits entre 1947 et 1952, la ZUP de Maurepas est programmée, des terrains sont réservés pour le développement de lycées à Bréquigny et aux Gayeulles.
Yves Milon choisit de ne pas se représenter lors des élections municipales de 1953 ; c’est François Château, déjà maire de 1935 à 1944, qui mène la liste soutenue par le RPF. Celui-ci est cependant battu par une liste d’alliance entre le MRP et la SFIO menée par Henri Fréville.
Yves Milon se retire alors de la vie politique pour se consacrer entièrement à ses travaux de géologie. Il est directeur de l'Institut franco-américain de Rennes d'octobre 1962 à février 1966. Il continue à enseigner jusqu’au 7 décembre 1968 puis se retire à Bécherel, près de sa fille. Il y meurt à l’âge de 90 ans, le 22 août 1987.

## Hommages et distinctions
Reconnaissance de ses faits de guerre
- Croix de guerre 1914-1918,
- Croix de guerre 1939-1945,
- Rosette de la Résistance.

Reconnaissances académiques
- Docteur honoris causa de la faculté d’Aberdeen.
- Commandeur de l’Ordre des Palmes académiques.

## Œuvres écrites
- Yves Milon, Recherches sur les calcaires paléozoïques et le Briovérien de Bretagne, Rennes, Impr. Oberthur, 1928, 151 p.
- Yves Milon (préf. Henri Queffélec, ill. Yvonne Jean-Haffen), Fontaines en Bretagne, Paris, Plon, 1964, 109 p.